# 이정운 (1980년)
이정운(李楨雲, 1980년 5월 5일 ~ )은 대한민국의 전 축구 선수 및 현 지도자이다.

## 클럽 경력
이정운은 삼척에서 태어나 그곳에서 성장하였다. 1999년 성균관대학교로 진학하였고, 2000년 전국추계대학축구연맹전에서 MVP 트로피를 들어올렸다.
대학교를 졸업한 뒤, 전남 드래곤즈에 입단하였다. 그는 세 시즌 동안 24 경기에서 5골을 넣었다. 2005 시즌이 끝나고 자유 계약 선수가 된 후, 스페인의 데포르티보 알라베스에서 입단 테스트를 보았지만 입단하지 못하고 한국으로 귀국하였다.
그가 한국으로 돌아왔을 때는 이미 선수 등록 기간이 끝났을 때였다. 어쩔 수 없이 내셔널리그의 강릉시청에 입단하였다. 그는 세 시즌을 뛴 후, 공익 근무 활동을 해야 했기 때문에 2009년부터 2년 동안 팀을 떠나게 되었다.
공익 근무 기간이 끝난 후, 그는 강릉시청으로 돌아와 내셔널리그 2010 시즌에 돌입할 것으로 예상 되었지만 2010년 7월 강원 FC에 입단하였다. 2010년 7월 24일, 전북 현대 모터스 전에서 후반 14분 교체 투입되며 K리그 복귀전을 치렀다.
강원에서 한 경기 밖에 뛰지 못한 이정운은 이듬해 다시 강릉시청으로 복귀하였다. 2011년 3월 18일 고양 국민은행 전에서 복귀전을 치렀고, 4월 1일 울산 현대미포조선 돌고래와의 홈 경기에서 두 골을 터뜨렸다. 이후 5월 7일 수원시청과의 경기에서 시즌 3호 골을 터뜨렸다.
2011년 7월 4일, 강원이 이정운의 영입을 공식 발표하였다.